# Bandera de Mieres
La bandera oficial de Mieres té la següent descripció:
Bandera apaïsada de proporcions dos d'alt per tres de llarg, vermella, amb el primer terç vertical groc i les claus en aspa de l'escut, vermelles al terç groc i grogues a la part vermella. Centrades en la divisòria dels dos colors del drap i distants 1/9 de l'alçària del mateix drap de les vores superior i inferior.

## Història
L'Ajuntament va iniciar l'expedient d'adopció de la bandera el 21 de maig de 1998, i aquesta va ser aprovada el 12 de juny següent, i publicada en el DOGC núm. 2688 el 24 de juliol del mateix any.
La bandera està basada en l'escut heràldic de la localitat, que és partit de gules (vermell) i d'or (groc) amb dues claus en aspa l'una en l'altre. La bandera incorpora tots aquests elements amb els mateixos colors, amb la diferència que la bandera no és dividida en dos simètricament.